# 卡斯特罗卡罗泰尔梅-泰拉德尔索莱
卡斯特罗卡罗泰尔梅-泰拉德尔索莱（義大利語：Castrocaro Terme e Terra del Sole）是意大利艾米利亚-罗马涅大区弗利-切塞纳省的一个镇，面积38.9平方公里，人口6,303人（2004年）。
卡斯特罗卡罗泰尔梅-泰拉德尔索莱由三个小镇卡斯特罗卡罗、泰拉德尔索莱和皮耶韦萨卢塔雷合并而成。